# Miya Cech
Miyako Cech (Tòquio, Japó, 4 de març de 2007), coneguda professionalment com a Miya Cech, és una actriu estatunidenca. Va fer el seu debut cinematogràfic a The Darkest Minds (2018). Després va aparéixer a Rim of the World (2019), el segon revival de Are You Afraid of the Dark? (2019), The Astronauts (2020–21) i Marvelous and the Black Hole (2021).

## Primers anys
Cech, que és d'ascendència xinesa i japonesa, va néixer el 4 de març de 2007 a Tòquio. Va ser adoptada a les cinc setmanes d'edat i es va criar a Davis, al nord de Califòrnia. És la tercera de quatre nens adoptats del Japó i Kazakhstan.

## Carrera
Cech va començar la seua carrera com a model infantil, aconseguint contractes amb Gap, Ralph Lauren, Skechers i Gymboree. Va fer el seu debut com a actriu en un episodi del 2015 de la sèrie policial de la CBS Hawaii Five-0 com una versió jove del personatge de Grace Park. Això va ser seguit per altres papers convidats a American Horror Story i American Housewife el 2016 i el 2017, respectivament. El 2018, va fer el seu debut cinematogràfic a The Darkest Minds com Zu, una noia muda que pot manipular l'electricitat. La pel·lícula va rebre crítiques generalment negatives, però la seua actuació va rebre elogis. Deadline Hollywood va dir "Cech fa el que [ella] pot amb res", mentre que IndieWire la considerava una destacada.
L'any següent, Cech va protagonitzar la pel·lícula de Netflix Rim of the World com a ZhenZhen. Estrenada el 24 de maig de 2019, la pel·lícula va ser rebuda negativament per la crítica, però, la seua actuació va rebre elogis. John Serba de Decider va dir: "Cech és la meua favorita, que porta el personatge en les seues mirades de costat i amb una arrogància tranquil·la i confiada... També és més divertida [que els homes]". Més tard aquell mes, va retratar una versió preadolescent de la protagonista Sasha Tran (Ali Wong) a la pel·lícula de Netflix Always Be My Maybe. Segons Variety, aquest és el seu paper cinematogràfic més conegut. Més tard aquell any, va protagonitzar Akiko Yamato en el segon revival de Are You Afraid of the Dark? de Nickelodeon. La sèrie va ser aclamada per la crítica.
Del 2020 al 2021, Cech va protagonitzar la sèrie dramàtica de Nickelodeon The Astronauts. Common Sense Media va elogiar els nens actors, titllant-los de meravellosos. Va interpretar un paper principal de Sammy a Marvelous and the Black Hole, que es va estrenar al Festival de Cinema de Sundance de 2021. La crítica va aclamar la seua actuació. IndieWire va declarar: "[la pel·lícula està] fonamentada per... Cech, que canalitza eficaçment l'angoixa de l'adolescència en una història poc convencional... [i] fa un treball sòlid per submergir-nos en la frustració i la tristesa de Sammy, fins i tot si el guió no sempre li dona les millors línies." El desembre de 2021, es va anunciar que havia estat elegida per a un paper principal al costat de YaYa Gosselin a la sèrie Surfside Girls d'Apple TV+. Ella interpreta a Jade, que busca "trobar una explicació científica per a l'existència dels fantasmes".
El 19 de setembre de 2024, es va anunciar que interpretaria a Toph Beifong a la sèrie d'acció en directe de Netflix Avatar: The Last Airbender.